# Galkhaïte
La galkhaïte est une espèce minérale du groupe des sulfosels de formule (Cs,Tl)(Hg,Cu,Zn)6(As,Sb)4S12, pouvant contenir des traces de fer et de sélénium.

## Inventeur et étymologie
La galkhaïte a été décrite en 1972 par V. S. Gruzdev, V. I. Stepanov, N. G. Shumkova, N. M. Chernitsova, R. N. Yudin et I. A. Bryzgalov ; elle fut nommée ainsi d'après sa localité-type : Gal-Khaya en Russie.

## Topotype
Il existe deux co-localités-types pour ce minéral :
- gisement As-Hg-Sb de Gal-Khaya, dans la république de Sakha (nord-est de la Sibérie, Russie)[3]
- gisement Sb-Hg de Khaidarkan (Chaidarkan), Vallée de Ferghana, Alai (Alay) Range, Province d'Och, Kirghizistan[4]

- Les échantillons de référence sont déposés au Mining Institute de St-Pétersbourg ainsi qu'au Musée minéralogique A. E. Fersman de Moscou, en Russie.

## Cristallographie
- Paramètres de la maille conventionnelle : a = 10,365 Å, Z = 12, V = 1 113,55 Å3
- Densité calculée = 5,44

## Gîtologie
La galkhaïte se trouve dans les dépôts hydrothermaux de mercure-or (arsenic, antimoine).

### Minéraux associés
- Pyrite, stibnite, cinabre, aktashite (en), Énargite, wakabayashilite, orpiment, réalgar, getchellite (en), calcite, fluorite, quartz.

## Habitus
La galkhaïte se trouve sous la forme de cristaux cubiques pouvant atteindre 1,2 centimètre, ou en agrégats granulaires.

## Gisements remarquables
- Canada

Hemlo gold deposit, Marathon, District de Thunder Bay, Ontario
- États-Unis

Getchell Mine, Adam Peak, District de Potosi, Comté de Humboldt, Nevada
- Iran

Zareh Shuran Mine (Zarshuran Mine ; Zarshouran Mine ; Zarehehuran), Takab, Azerbaïdjan occidental
- Italie

Piémont
- Kirghizistan

Khaidarkan (Chaidarkan) Sb-Hg deposit, Vallée de Ferghana, Alai (Alay) Range, Province d'Och
- Russie

Gal-Khaya As-Hg-Sb Deposit,République de Sakha, Eastern-Siberian Region

## Galerie

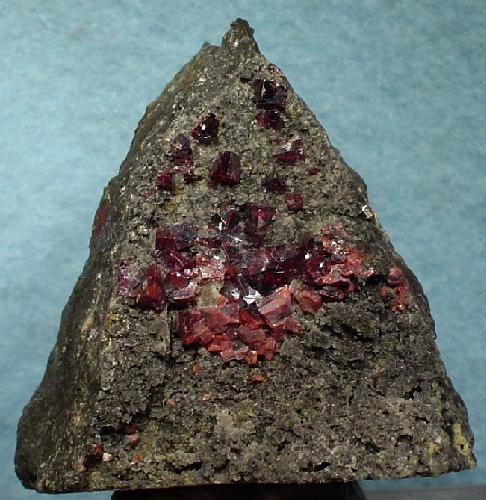
Galkhaïte, Mine Getchell, USA, 4.2 x 4.1 x 1,8 cm.
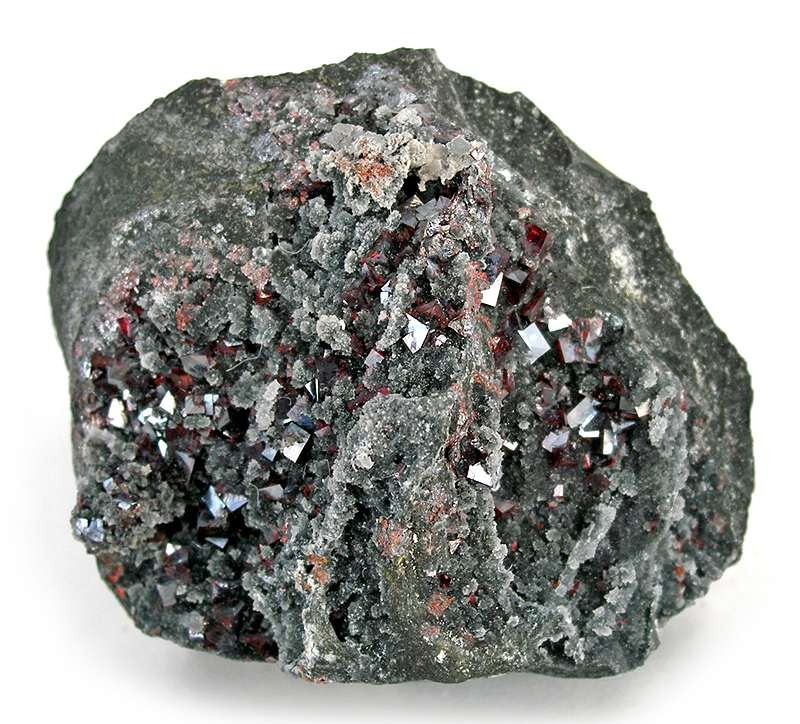
Mine Getchell, USA, 6.8 x 6.6 x 3,8 cm
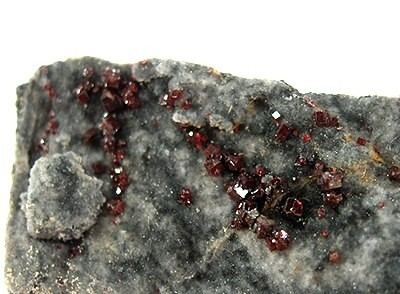
Mine Getchell, USA, 5.4 x 2.4 x 2,3 cm.
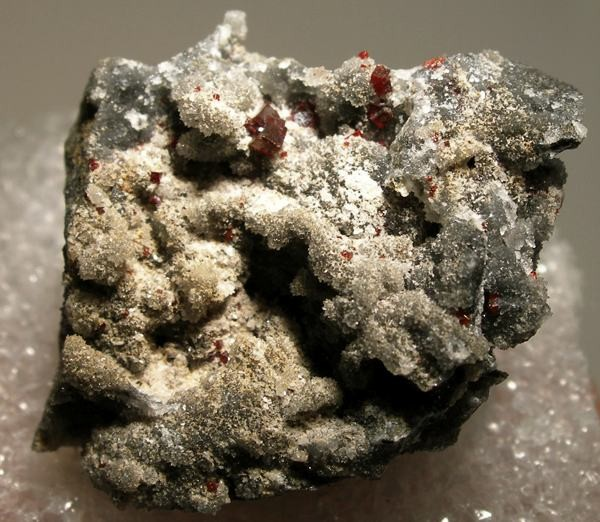
Mine Getchell, USA, 2.5 x 2.5 x 1.6